# Limnothalassa Kotychi - Alyki Lechainon
Limnothalassa Kotychi - Alyki Lechainon este o arie protejată (arie de protecție specială avifaunistică — SPA) din Grecia întinsă pe o suprafață de 2.344,37 ha, integral pe uscat.

## Localizare
Centrul sitului Limnothalassa Kotychi - Alyki Lechainon este situat la coordonatele 38°00′50″N 21°18′32″E / 38.013866°N 21.308781°E.

## Înființare
Situl Limnothalassa Kotychi - Alyki Lechainon a fost declarat arie de protecție specială avifaunistică în februarie 1988 pentru a proteja 19 specii de animale.

## Biodiversitate
Situată în ecoregiunile marină mediteraneană și mediteraneană, aria protejată nu include niciun habitat protejat.
La baza desemnării sitului se află mai multe specii protejate de  păsări (19): rață mare (Anas platyrhynchos), fugaci mic (Calidris minuta), bătăuș (Calidris pugnax), caprimulg (Caprimulgus europaeus), prundăraș de sărătură (Charadrius alexandrinus), erete vânăt (Circus cyaneus), erete alb (Circus macrourus), acvilă țipătoare (Clanga clanga), egretă mică (Egretta garzetta), vânturel de seară (Falco vespertinus), piciorong (Himantopus himantopus), stârc pitic (Ixobrychus minutus), sfrânciocul cu frunte neagră (Lanius minor), sitar de mâl (Limosa limosa), stârc de noapte (Nycticorax nycticorax), vultur pescar (Pandion haliaetus), chiră de baltă (Sterna hirundo), fluierar negru (Tringa erythropus), fluierar de lac (Tringa stagnatilis)
Pe lângă speciile protejate, pe teritoriul sitului au mai fost identificate 2 specii de păsări.